# Mars 1846

## Événements
- Septième guerre cafre entre colons d’Afrique du Sud et Bantou.
- Soulèvement de Cracovie.

- 9 mars : Honoré de Balzac retrouve Ewelina Hańska à Rome.

- 13 mars : Ballinglass Incident. Expulsion de villageois irlandais pendant la Grande famine en Irlande (1845-1849).

- 15 mars : à Paris, création d'un Comité général en faveur de l'indépendance de la Pologne.

- 16 mars : les Britanniques vendent le Cachemire pour un million de £ à un officier sikh, Goulab Singh.

- 19 mars, France : discours de Victor Hugo à la Chambre des pairs : Sur la Pologne.

- 30 mars, France : la troupe ouvre le feu sur des ouvriers à Saint-Étienne.

- 31 mars, France : Les Aventures de Jean de La Tour-Miracle, surnommé le prisonnier chanceux, de Gobineau, commencent à paraître dans La Quotidienne. La publication s'en poursuivra jusqu'à la fin de mai.

## Naissances
- 1er mars : Alfred Roll, peintre français († 27 octobre 1919).
- 5 mars : Édouard van Beneden (mort en 1910), zoologiste belge.
- 7 mars : Karl Verner, linguiste danois et découvreur de la loi phonétique du même nom.
- 16 mars : Gösta Mittag-Leffler (mort en 1927), mathématicien suédois.
- 20 mars : Ewald Wollny (mort en 1901), agronome allemand.

## Décès
- 17 mars : Friedrich Wilhelm Bessel (né en 1784), astronome et mathématicien allemand.